# Mike McColgan
Michael "Mike" McColgan (geboren in Boston) is de zanger van de Amerikaanse punkband Street Dogs. Hij zong daarvoor bij de Dropkick Murphys.

## Biografie
McColgan is geboren in het Savin Hill gebied in Dorchester in de stad Boston, Massachusetts. Hij zat op de Catholic Memorial School in West Roxbury. Zijn interesse voor muziek kreeg hij toen hij in het schoolkoor zat. Hij ging in Amerikaanse leger in 1989 en werd uitgezonden in de eerste Golfoorlog.
In 1996 was hij een van de oprichters van de punkrockband Dropkick Murphys. Hij bracht met die band als zanger één album uit: Do or Die. In 1998 verliet hij de band om bij de brandweer van Boston te gaan, een jeugddroom van hem. Zijn rol als zanger werd overgenomen door Al Barr, de voormalige zanger van The Bruisers. Over zijn vertrek zegt Mike het volgende: "Ik heb er geen spijt van, en er zijn geen boze gevoelens. Ik praat nog steeds met die jongens."
Na een paar jaar bij de brandweer startte hij in 2002 de band Street Dogs. Ze hebben tot nu toe vier studioalbums uitgegeven en zitten nu bij het label Hellcat Records. De band toerde onder andere met de bands Social Distortion, Flogging Molly, Tiger Army, The Offspring en met Anti-Flag.